# آنتونیو تلاری
آنتونیو تلاری (انگلیسی: Antonio Telari؛ زادهٔ ۳۱ اکتبر ۱۹۷۱) بازیکن فوتبال اهل ایتالیا است.
از باشگاه‌هایی که در آن بازی کرده‌است می‌توان به باشگاه فوتبال ناپولی اشاره کرد.